# 사라부리 유나이티드 FC
사라부리 유나이티드 FC(태국어 สโมสรฟุตบอل สระบุรี ยูไน เต็ด)는 태국 사라부리주 므악렉군을 연고로 하는 태국의 프로 축구 클럽이다. 이 클럽은 현재 타이 리그 3 서부 지역에 소속되어 있다.